# Afrogamasellus evansi
Afrogamasellus evansi är en spindeldjursart som beskrevs av Loots 1969. Afrogamasellus evansi ingår i släktet Afrogamasellus och familjen Rhodacaridae. Inga underarter finns listade i Catalogue of Life.